# Spellinge
Spellinge är en herrgård i Västra Hargs socken, Mjölby kommun.

## Historik
Gården Spellinge, var huvudbyggnad från början hette Spellingetomta är belägen i Västra Hargs socken, Vifolka härad. Ingrid Lardotter som var änka efter Anders Botvidsson, sålde 30 september 1644 halva gården till Bengt Månsson. Han i sin tur sålde två halva skattegårdar i samma hemman till generaltullförvaltaren Mårten Leijonsköld för 400 riksdaler. Sistnämnda året sålde kammarherren Gustaf Bjelke Spellingetomta 1⁄2 frälse till Mårten Leijonsköld för 300 riksdaler. Leijonsköld köpte även upp gårdarna Hålbäck, Snärsäter, Gussingsbo, Kråkemo och Stora Haddebo. Gården ärvdes av dottern Anna Leijonsköld som var gift med kammarherre Claes Ulfsparre af Broxvik. Den nämns som Ulfsparres säteri och bestod då av 3 1⁄2 hemman. Gården gick 1760 i arv till sondotterns son kapten Nils Gabrile Danckwardt–Lilljeström och därefter hans änka Kristina Uggla. Uggla hade under sin tid ägt omkring 22 3⁄8 hemman på orten. Gården köptes 1783 av direktören J. N Kugelberg som var gift med Wilhelmina Gyllenskepp. Efter Kugelbergs död gifte hon om sig 1817 med hovrättsrådet Carl Leijonhufvud. Från 1850 ägdes gården av sonen kaptenen Klas Kugelberg. Gården tillhör idag C-H Kuylenstierna.[källa behövs]
1742 byggde man två tvåvåningshus på tomten. Ett av de nybyggda husen innehöll på 1870-talet 17 rum.

### Ägare
- 1645–1656 Mårten Leijonsköld.[1]
- 1656–1726 Anna Leijonsköld.[1]
- 1760–1775 Nils Gabriel Danckwardt-Lilljeström.[1]
- 1775–1781 Kristina Uggla.[1]
- 1783– J. N. Kugelberg.[1]
- 1850–1875 Klas Kugelberg.[1]